# Frank Kirchbach

Frank Kirchbach (født 2. juni 1859 i London, død 19. marts 1912 ved Schliersee) var en tysk historiemaler. Han var søn af historiemaleren Ernst Kirchbach og bror til forfatteren Wolfgang Kirchbach.
Kirchbach  fik sin uddannelse på akademierne i Dresden og München samt i Paris, hvor han kom under Munkáczys indflydelse. Kirchbach, der indtil 1896 var direktør for kunstskolen ved Frankfurts Städelske Institut, gjorde stor lykke med det i smagsretning meget tyske Kejser Frederiks apoteose. Andre arbejder er Ganymedes, Kristus renser templet (1887), Lader de små komme til mig, triptychonet Menschenlos (1903) m. v.